# New Musical Express
A New Musical Express (gyakran csak NME) hetente megjelenő angol zenei szaklap. Az újság 1952-ben alapult meg, amikor a Musical Express nevű kiadványt felvásárolta Maurice Kinn zenei szakember, és újraindította New Musical Express címen. Eleinte nem fényes papíron, bulvár formátumban jelent meg. Még abban az évben, a Billboard magazin mintájára létrehozták a kislemezek eladását összesítő slágerlistát, amelyből később kifejlődött a brit slágerlista (1960-ig ebben az újságban jelent meg minden héten).
Ellentétben a rivális Melody Makerrel, az NME mindig is fiataloknak szóló kiadvány maradt, így jobban reagált az aktuális trendekre, a rock and roll kialakulására, majd a punk felemelkedésére – elsők között írtak például a Sex Pistolsról, és a The Clashről.
2000-ben a Melody Maker összeolvadt az újsággal, több újságírót és rovatot átvéve.
2018-ban megszűnt az újság nyomtatott változata. Az NME.com weboldalon az online változat tovább működik.